# Pyrausta syntomidalis
Pyrausta syntomidalis là một loài bướm đêm trong họ Crambidae.